# Челюсти в мрака
„Челюсти в мрака“ (на английски: Arcadian) е постапокалиптичен филм на ужасите на режисьора Бенджамин Брюър по сценарий на Майкъл Нилън от 2024 г.
Той е международна копродукция между САЩ, Ирландия и Канада. Във филма участват Никълъс Кейдж, Джейдън Мартел и Максуел Дженкинс.
Премиерата на филма се състои в „Саут Бай Саутуест“ на 11 март 2024 г. и излиза по кината в Съединените щати на 12 април 2024 г. от RLJE Films. Филмът, като цяло, получава положителни отзиви от критиката.

## Актьорски състав
- Никълъс Кейдж – Пол, баща на две момчета-тийнейджъри[5][6]
- Джейдън Мартел – Джоузеф, син на Пол[5][6]
- Максуел Дженкинс – Томас, син на Пол[5][6]
- Сейди Соверал – Шарлот[5][6]
- Джо Диксън – Господин Роуз[2][6]
- Саманта Коуглан – Госпожа Роуз[6]
- Джоел Гилман – Хобсън[6]

## В България
В България филмът излиза по кината на 21 юни 2024 г., разпространен от „Про Филмс“.